# پرسمی زنگاری

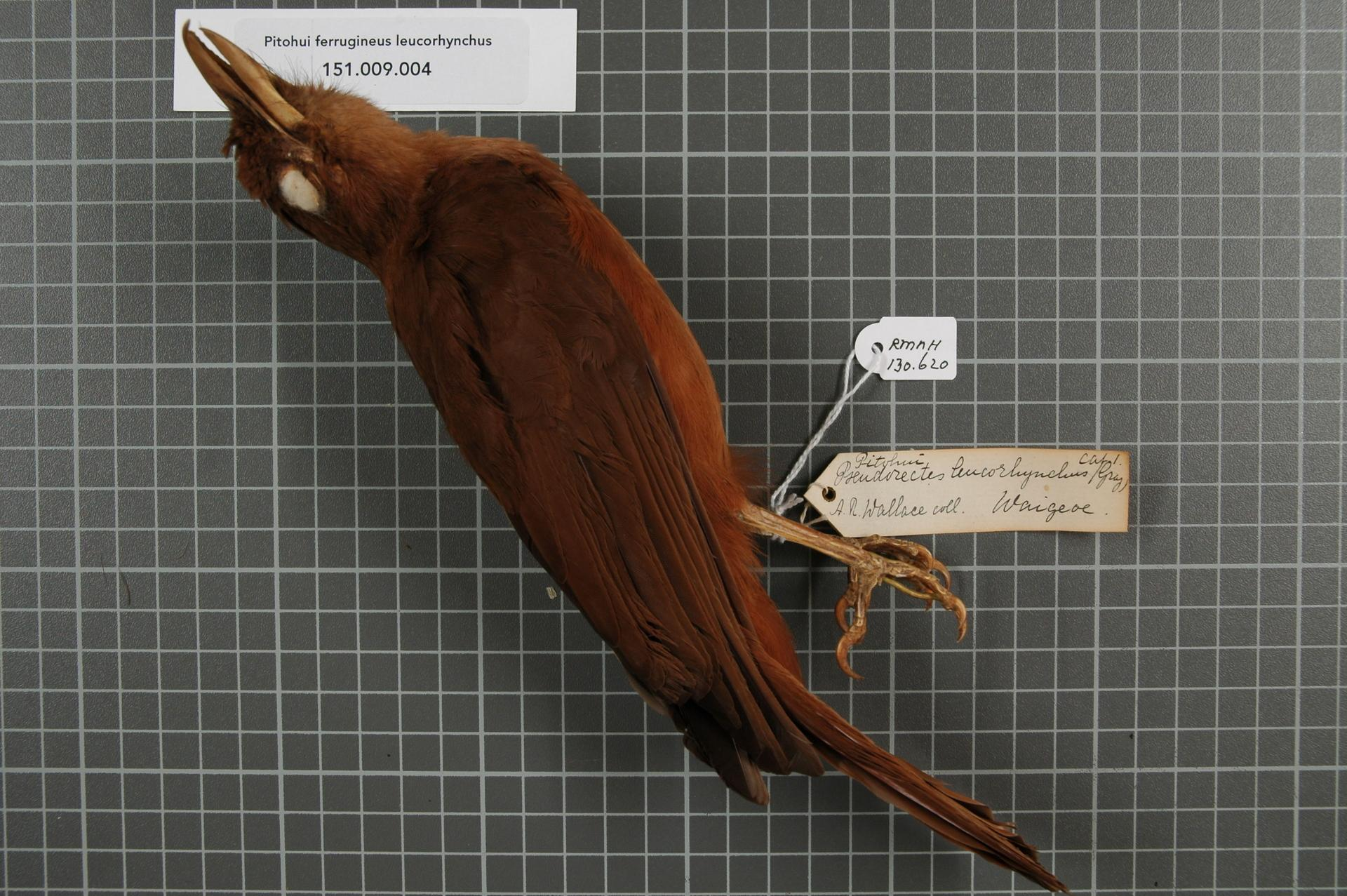
پیتویی زنگاری

پرسمی زنگاری یا پیتویی زنگاری (نام علمی: Pitohui ferrugineus) نام یک گونه از سرده پیتویی است.